# Спектральный терм
Спектра́льный терм - состояние атома, молекулы или иона, в котором определены их полный орбитальный момент и мультиплетность. Иногда под словом терм понимают собственно энергию данного уровня. Переходы между термами определяют спектры испускания и поглощения электромагнитного излучения.
Термы атома принято обозначать заглавными буквами S, P, D, F и далее по алфавиту, пропуская букву J, соответствующими значению квантового числа орбитального углового момента L=0, 1, 2, 3 и т. д. Первые четыре буквы происходят от классификации спектральных линий конца XIX в. («sharp», «principal», «diffuse», а в 1907 добавилась ещё «fundamental»). Квантовое число полного углового момента J даётся индексом справа внизу. Малой цифрой вверху слева обозначается кратность (мультиплетность) терма, равная 2S+1, где S — полный спин электронов. Например, символы 2P1/2 и 2P3/2 обозначают уровни дублета c L=1, S=1/2 и J=1/2, 3/2. Иногда (как правило, для одноэлектронных атомов и ионов) впереди символа терма указывают главное квантовое число (например, 22S1/2).
Относительную энергию термов можно определить по правилу Хунда.
В спектроскопии под электронным термом обычно понимается разность энергий основного и возбуждённого состояний. В пост-квантовохимической картине электронный терм простой молекулы образуется из относительной суммы атомных термов, что по электронным спектрам поглощения позволяет определять число оптических (валентных) электронов при данной энергии возбуждения.